# Superfinalen 2012
La competizione calcistica norvegese Superfinalen 2012 si disputò il 16 marzo 2012 all'Aker Stadion di Molde; la sfida vide contrapposte il Molde, campione di Norvegia in carica, e la squadra detentrice dell'ultima Coppa di Norvegia, ovvero lo Aalesund.
Il trofeo venne vinto dal Molde che sconfisse per 3-2 lo Aalesund dopo che si era andati al riposo a reti inviolate.

## Tabellino
| Molde 16 marzo 2012, ore 19:00                                                                     | Molde     | 3 – 2 referto                   | Aalesund | Aker Stadion (2.086 spett.) |
| \| \| \| \| \| Hovland 52’ Forren 82’ Angan 88’ \| Marcatori \| 49’ Phillips 84’ (aut.) Hovland \| |           |                                 |          |                             |
| |           |                                 |          |                             |
| Hovland 52’ Forren 82’ Angan 88’                                                                   | Marcatori | 49’ Phillips 84’ (aut.) Hovland |          |                             |

| Molde | Aalesund |

### Formazioni
| Molde               |    |                       |  |     |
|                     |    |                       |  |     |
| P                   | 1  | Espen Bugge Pettersen |  |     |
| D                   | 14 | Martin Linnes         |  |     |
| D                   | 5  | Vegard Forren         |  |     |
| D                   | 4  | Even Hovland          |  |     |
| D                   | 18 | Magne Simonsen        |  |     |
| C                   | 6  | Daniel Berg Hestad    |  | 46’ |
| C                   | 7  | Magnus Wolff Eikrem   |  |     |
| C                   | 10 | Magne Hoseth          |  | 46’ |
| A                   | 30 | Zlatko Tripić         |  | 46’ |
| A                   | 11 | Jo Inge Berget        |  | 70’ |
| A                   | 27 | Daniel Chima          |  |     |
| A disposizione:     |    |                       |  |     |
| P                   | 26 | Elias Valderhaug      |  |     |
| C                   | 15 | Magnus Stamnestrø     |  |     |
| C                   | 17 | Emmanuel Ekpo         |  | 46’ |
| C                   | 32 | Abdou Karim Camara    |  | 70’ |
| A                   | 9  | Mattias Moström       |  | 46’ |
| A                   | 19 | Vini Dantas           |  |     |
| A                   | 20 | Davy Claude Angan     |  | 46’ |
| Allenatore:         |    |                       |  |     |
| Ole Gunnar Solskjær |    |                       |  |     |

| Aalesund        |    |                      |  |        |
|                 |    |                      |  |        |
| P               | 13 | Sten Grytebust       |  |        |
| D               | 3  | Edvard Skagestad     |  |        |
| D               | 4  | Jonatan Tollås       |  |        |
| D               | 15 | Daniel Arnefjord     |  |        |
| D               | 22 | Jo Nymo Matland      |  |        |
| C               | 23 | Fredrik Ulvestad     |  | 46’    |
| C               | 7  | Jason Morrison       |  | 7’ 46’ |
| C               | 31 | Michael Barrantes    |  |        |
| A               | 18 | Christian Myklebust  |  | 46’    |
| A               | 11 | Tremaine Stewart     |  |        |
| A               | 17 | Demar Phillips       |  | 70’    |
| A disposizione: |    |                      |  |        |
| P               | 1  | Ole-Christian Rørvik |  |        |
| D               | 5  | Ville Jalasto        |  |        |
| D               | 27 | Enar Jääger          |  |        |
| C               | 6  | Magnus Sylling Olsen |  | 46’    |
| C               | 8  | Fredrik Carlsen      |  | 46’    |
| C               | 10 | Peter Orry Larsen    |  | 46’    |
| A               | 26 | Lars Fuhre           |  | 70’    |
| Allenatore:     |    |                      |  |        |
| Kjetil Rekdal   |    |                      |  |        |

### Squadra vincitrice
| Vincitore della Superfinalen 2012 |
| --------------------------------- |
| Molde (1º titolo)                 |